# 김찬식
김찬식(金燦植, 1932년 ~ 1997년)은 대한민국의 조각가이다.

## 생애
본관은 삼척(三陟). 평안남도 평양 출생.
평양미술대학 재학 중 6.25 전쟁이 일어나 1.4 후퇴 때 남하하여 홍익대학 조각과에 편입. 1958년에 졸업했다.
그에 앞서 1952년 광주(光州) 상무대(尙武臺)의 <을지문덕상>을 차근호(車根鎬)와 합작하고,
1954년에는 광주에서 첫 조각 개인전을 가졌다.
1955년부터 국전(國展)에 출품, 입선과 특선을 거듭하여 추천 작가,초대 작가가 되고, 심사 위원도 역임하였다.
1963년에는 현대성 지향의 조각가들의 단체인 '원형회(原形會)'창립 및 회원전에 참가하였다.
작품은 초기부터 창의적 형상을 추구하며 여인상 주제를 순수한 변용으로 단순화시키거나 공간적 표상을 강조하려고 했다.
그리고 굵은 철선을 재료 삼아 용접 작업의 구성적 혹은 상징적 추상형상의 시도하였다.
1960년대에는 한때 무어(Moore,H.)의 영향을 엿보게 한 정감적이며 내재적 생명감이 강조된 브론즈 여인상을 연작하였다.

1970년대 이후에는 다시 새롭게 나무 재료의 서정적이며 추상 구조 형태로 독자성을 나타내었다.
특히 소나무의 향기를 느끼게 하는 결과 질감을 각별한 애착으로 최대한 살리려고 한 작품들은
형상의 구조적 조형미와 작가의 심의적인 감성을 잘 부각시켰다.
그 시기의 국전 출품작들은 <작품>으로만 명제되었으나,
그 조형 구조에 자주 도입된 동그란 알의 형태는 생명의 핵(核)으로 상징화되어 있다.
그것은 <염원>,<숙원> 등으로 명제하여 여러 전람회에 발표한 작품들과 같은 작의(作意)의 표현이다.
그 알은 그것을 감싸거나 안은 인체적 구성의 전체상에서 유동적인 생명 형태가 된다.
그리고 1979년 이후 단일 명제 <정 情>으로 연작된 작의의 중심적 요소이기도 하다.
'생명'과 연관된 이 '정'의 집착은 6.25전쟁 때 헤어진 북한 고향의 혈육에 대한 간절한 그리움과
만날 날의 소망과 기도를 조형 언어로 말하려고 한 것이다.
알의 형태 대신 작품 구조에 투공(透空)으로 원형을 설정한 표상에서도 같은 메시지가 읽힌다.
1993년 경기도 고양시 벽제에 그러한 작품들을 자연 환경에 설치한 자신의 목암미술관(木巖美術館)을 설립하였다.
독립기념관, UN탑, 38선을 비롯한 전국 각처에 인물 기념상과 기념탑 조각도 많이 남겼다.
1975~1987년 홍익대학교 미술대학 교수 및 학장(1980~1984)을 역임하였고,
대표작 <희 (囍)>(1978년, 청동)가 세종문화회관에 설치되어 있다.

## 작품
대표작 <희 (囍)>(1978년, 청동)가 세종문화회관, UN탑

## 참고 자료
韓國現代美術代表作家100人選集-金燦植(한국현대미술대표작가100인선집-김찬식/금성출판사,1979)
金燦植彫刻展(김찬식조각전/選화랑,1989)